# Lliga d'Amistat Americana-Israeliana

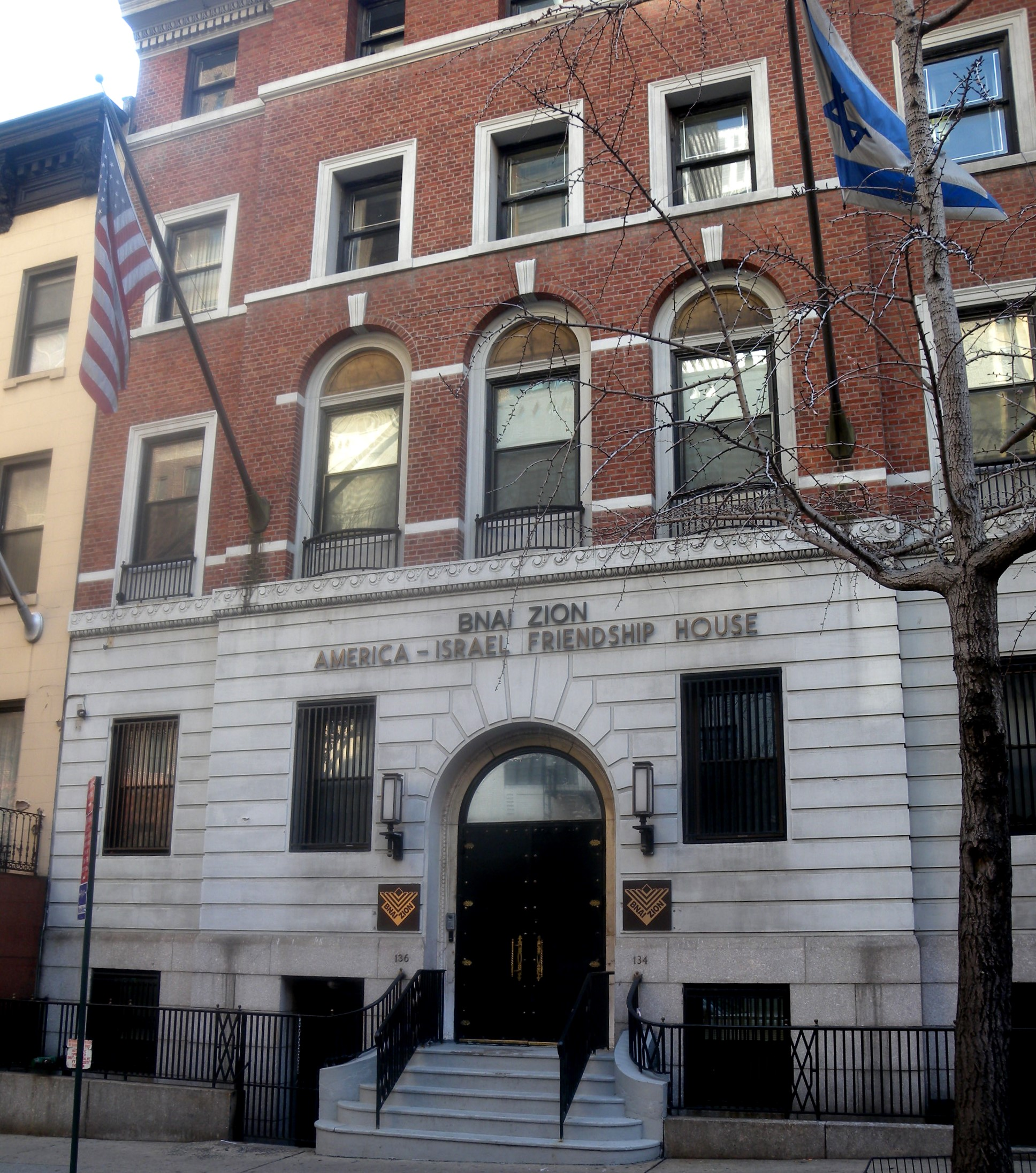
Edifici a Nova York, seu de la Lliga d'Amistat Americana Israeliana.

La Lliga d'Amistat Americana Israeliana (en anglès: America Israel Friendship League) (AIFL) és una organització sense ànim de lucre americana-israeliana, dedicada a enfortir els llaços entre els ciutadans nord-americans i els israelians, sobre la base d'uns valors democràtics compartits.
L'AIFL organitza viatges per portar a ciutadans nord-americans de qualsevol creença o religió a Israel i també organitza viatges per a ciutadans israelians de qualsevol fe o creença (jueus, cristians i musulmans) cap als Estats Units.
L'organització va ser fundada en 1971 pel vicepresident Hubert Humphrey, els senadors estatunidencs "Scoop" Jackson i Nelson Rockefeller, el congressista nord-americà Herbert Tenzer i A. Philip Randolph, un dels líders del moviment pels drets civils en els Estats Units.
L'AIFL organitza viatges per a grups de persones que prèviament han estat convidades a viatjar a Israel, amb la finalitat de promoure les relacions comercials, tecnològiques, humanes i personals entre les dues nacions, els Estats Units d'Amèrica i l'Estat d'Israel. L'oficina nacional de l'AIFL en els Estats Units, es troba en la ciutat de Nova York i la seva oficina a Israel està en la ciutat de Tel-Aviv.
L'AIFL té 3 capítols que es troben a Tucson, Arizona, San Francisco, Califòrnia i a Salt Lake City, Utah. Els líders de l'AIFL van fer sonar la campana d'obertura de la Borsa de Nova York, quan aquesta entitat celebrava el seu cinquè Dia d'Israel, un esdeveniment anual organitzat per l'AIFL.